# Prodecatoma parodii
Prodecatoma parodii is een vliesvleugelig insect uit de familie Eurytomidae. De wetenschappelijke naam is voor het eerst geldig gepubliceerd in 1922 door Brèthes.